# 水虎

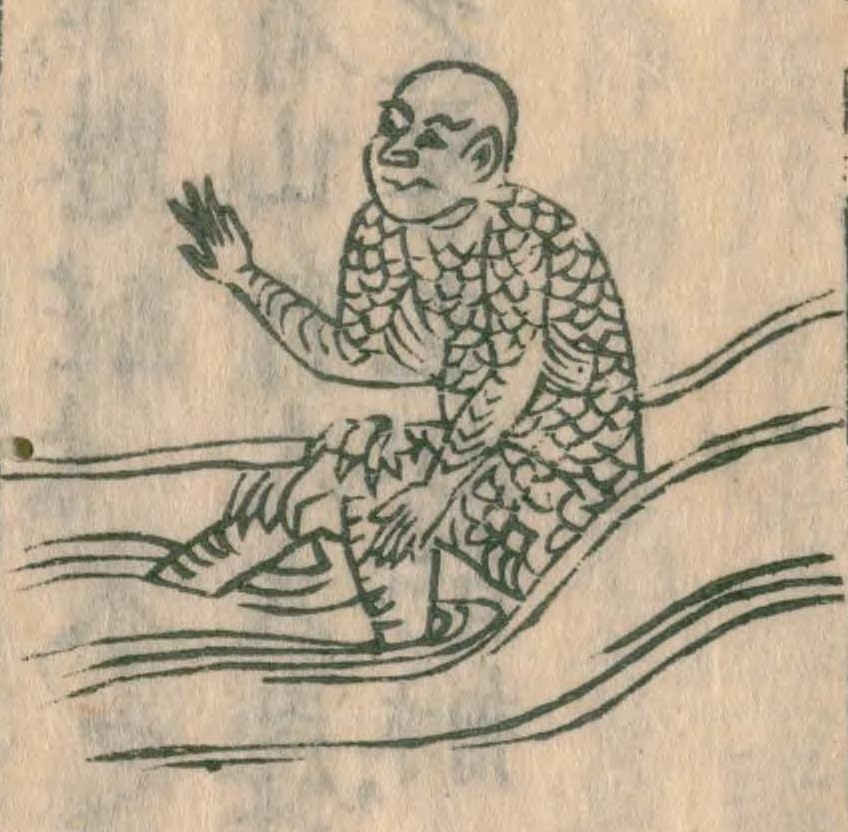
寺島良安『和漢三才図会』より「水虎」

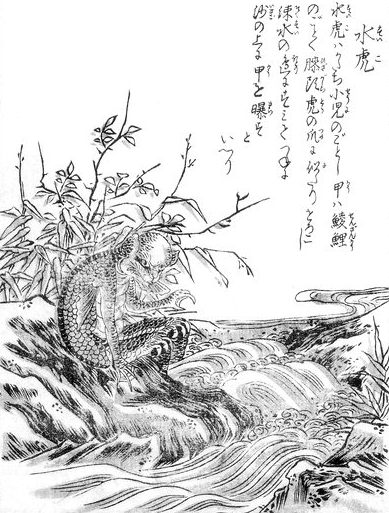
鳥山石燕『今昔画図続百鬼』より「水虎」

水虎（すいこ）は、中国湖北省などの川にいたとされる伝説上の生き物。3・4歳ぐらいの子供の大きさをしており、水虎という呼び名は虎に似た要素を体に持っていることに由来している。
日本では、江戸時代に河童のような川に住む妖怪の総称として、主に知識人の間で「水虎」という呼称が用いられていた。

## 概要
水虎は、3・4歳の児童ぐらいの大きさで、体は矢も通さないほどに硬い鯪鯉（りょうり、センザンコウ）のような鱗に覆われている。秋になると沙の上に身を曝す。
水虎については、明の時代に編まれた『本草綱目』（四庫全書本・巻42）に記載されここから広く知られる。その原典は『襄沔記』（じょうべんき。8世紀初頭）であるが、水虎は、中廬県（現在の湖北省襄陽市襄城区）の涑水（）が沔水（べんすい、漢江）にそそぐ合流点にいたと記されている。
『本草綱目』にみえる外見特徴については解釈の推移がある。のちに改められた解釈では、虎のような頭や膝（または虎のような掌爪）をもつが、これらは常に水中に隠れており、膝頭のみ水上に曝して出し人間の目に触れる。ところが、それに悪戯をしかけるような子供は、人間といえどもこれに噛みつく、とされる。
だが従来の日本では、水虎の膝頭に虎の掌爪のようなものがついているという解釈がある。寺島良安『和漢三才図会』（1712年）にこのように漢文で記載され、図解されている。ついで、それを参照した鳥山石燕『今昔画図続百鬼』も、この解釈を汲んだ絵図を掲載した。
また、生け捕りにした水虎の効能について『本草綱目』で述べるが、鼻をつまむことで使役することが出来る、と日本では従来解釈されてきた。
しかしこの箇所については、いまでは薬用としての解釈がされ「生け捕りして鼻を摘出/採取すれば、[その部分]はささいなことに利用できる」などと訳出される。これでは曖昧だが、他の注釈等からより具体性をもたせることができる：
生きた水虎から摘出する部分はじつは「鼻」ではなく「鼻厭」（「皋厭」）であると方以智『通雅』等にみえe、その部位は生物の「陰」あるいは「勢」の事だと説明される。皋厭を摘むということは即ち勢去（去勢）であり、つまりは生殖器の採取である。その部位は媚薬に使われるのだと『通雅』等に記載される。

## 日本における水虎

### 水虎と河童を区別
日本では江戸時代以降、『本草綱目』など中国の本草書を引用した寺島良安『和漢三才図会』（1712年）などを通じて「水虎」の知識が知られた。
良安の『和漢三才図会』は、「水虎」の項に、ひきつづき「川太郎」（河童）の項をおいて別種として区別しており、見た目などの相違点から日本の河童を水虎とは少し異なるものであるとしている。同書は漢名由来で同種とされている動植物についての差異はしばしば本文に取り上げており、このような記述はその一例であると言える。川にいる存在の総称として用いられているものの、水虎と河童が特徴や性質の上で異なる部分があるという認識は、小野蘭山『本草綱目啓蒙』でも、本文は日本の河童の情報、注として中国の水虎についての引用文を分けて掲載していることからも分かる。
鳥山石燕『今昔画図続百鬼』には、「水虎はかたち小児のごとし。甲は綾鯉（せんざんこう）のごとく、膝頭虎の爪に似たり。もろこし（唐土）速水の辺（ほとり）にすみて、つねに沙の上に甲を曝すといへり」とあり、これは『和漢三才図会』の内容をそのまま下敷きにしており、河童ではなく中国の水虎をそのまま描いている例である。
貝原益軒『大和本草』（1709年刊）の卷一六「河童」(和品)の項でも、『本草綱目』虫部付録の水虎とは「あい似て同じからず」と区別しており、その区別の立場が『和漢三才図会』に踏襲されたともみられる。

### 河童と同義

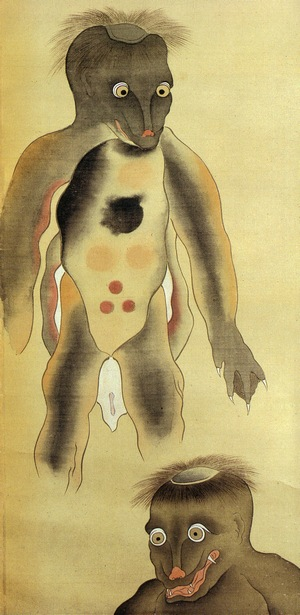
寛永年間に豊後国肥田で捕獲されたという水虎（河童のことを示している）

しかしながら江戸時代以降、多くの書物では「水虎」の漢語を「河童」の同義にあてており、そうした書物に、江戸時代の『水虎之図』（寛政～天保期、1789–1830年）や『水虎十二品之図』（1800年代刊）をはじめ、『水虎考略』（文政3/1820年； 天保7/1836年写）、『水虎説』（文政/1820年頃）などがあり、捕獲された河童を写したとされる絵図も掲載される。他にも医師黒川道祐 『遠碧軒記』や、雑学者山崎美成『三養雑記』の例が散見できる。
柳原紀光『閑窓自語』の「近江水虎語・肥前水虎語」の項目も、琵琶湖や九州にいる「河童」のことを「水虎」と漢字表記しただけに過ぎない。
今では地方によって、「スイコ」という語が河童の別名で用いられてもおり、東北地方や九州地方など各地に見る事が出来る。青森県に見られる水虎様と呼ばれる水神信仰にも、「水虎」という言葉の転用例が見られる。これは津軽弁でなまって「おしっこ様」と呼ばれるそうである。